# El pasaje del Mar Rojo
El pasaje del Mar Rojo es una pintura al fresco realizada por el artista italiano Agnolo di Cosimo, conocido como Bronzino, terminada en 1541-1542. Se encuentra en Palazzo Vecchio, Florencia.
El fresco ocupa toda la pared izquierda de la capilla llamada "de Eleonora de Toledo", en el segundo piso del palacio, residencia de Leonor de Toledo. 
La escena bíblica se representa con el uso de figuras de gran tamaño y  colores vivos. Algunas de las figuras están claramente inspiradas en Miguel Ángel o su maestro Pontormo, así como por la escultura de la Antigüedad clásica. En particular, el hombre en primer plano a la izquierda es una reproducción de la medalla de bronce denominada Idolino (ahora en el Museo Arqueológico de Florencia).